# Jhon Kennedy Hurtado
Jhon Kennedy Hurtado Valencia (Palmira, 16 maggio 1984) è un ex calciatore colombiano, difensore.

## Carriera
Dopo aver giocato in Colombia per molti club, tra i quali il Deportivo Cali, gioca nei Seattle Sounders.
Nella stagione 2008-2009 arrivò al Milan per un periodo di prova nello stesso periodo dell'acquisto di Thiago Silva dove giocò soltanto una amichevole usando il numero 34. Il giocatore dopo la prova non fu acquistato definitivamente.

## Palmarès

### Club

#### Competizioni nazionali
- Lamar Hunt U.S. Open Cup: 3

Seattle Sounders FC: 2009, 2010, 2011